# Roproniidae
Roproniidae (лат.) — семейство проктотрупоидных наездников (Proctotrupoidea). Палеарктика, Неарктика, Ориентальная область.

## Описание
Длина 5—10 мм. Усики 14-члениковые (без аннелуса). Брюшко сильно сжато с боков с длинным стебельком петиолем. Эндопаразиты пилильщиков. Ранее, семейство Roproniidae включалось в состав надсемейства Serphoidea.

## Распространение и классификация
Мировая фауна включает 6 родов (включая 4 ископаемых) и около 45 видов, в Палеарктике — 1 род и 7 видов. Фауна России включает 1 род и 1 вид наездников этого семейства на Дальнем Востоке (Сахалин, Курильские острова). Встречаются в Неарктике, Палеарктике и Ориентальной области.
- Подсемейство Roproniinae
  - Ropronia Provancher, 1886 — около 20 видов[7][8][9]
  - Xiphyropronia He & Chen, 1991
    - Xiphyropronia tianmushanensis He & Chen, 1991[10]
- Подсемейство †Beipiaosiricinae Hong, 1983[2]
  - †Beipiaosirex Hong, 1983
    - †Beipiaosirex parva Hong, 1983

  - †Jeholoropronia Ren, 1995
    - †Jeholoropronia pingi Ren, 1995

  - †Liaoropronia Zhang & Zhang 2001 — Ляонин, Китай[11]
    - †Liaoropronia leonina Zhang & Zhang 2001
    - †Liaoropronia regia Zhang & Zhang 2001

  - †Mesoropronia Rasnitsyn, 1990
  - †Mesohelorus Martynov, 1925[12]
    - †Mesohelorus haifanggouensis  Wang, 1987
    - †Mesohelorus muchini Martynov, 1925